# Sande, Niedersachsen
Sande är en kommun i distriktet Friesland i den tyska delstaten Niedersachsen. Kommunen gränsar i norr till Schortens, i nordost till Wilhelmshaven, i söder till Bockhorn och Zetel och i öster till Friedeburg. Kommunen har cirka 9 000 invånare.

## Geografi
Sande är beläget på det nordtyska låglandet vid Nordsjökusten, mellan marskland och geestområden. Geografiskt brukar Sande räknas till det historiska landskapet Ostfriesland.

## Historia
Mellan åren 400 och 800 anlades flera frisiska byar i området på så kallade terper. Från omkring år 900 började skyddsvallar mot stormfloder att byggas.
Sande nämns första gången i skrift år 1168. De olika samhällena i kommunen är av olika ålder. Altgödens  omnämns redan år 785 och Dykhausen år 1175. Neustadtgödens omnämns första gången 1544, Mariensiel 1570 och Cäciliengroden 1938.
I slutet på 1500-talet byggdes ett slott, vars ena torn (Mariatornet) finns kvar. Sandes äldsta byggnad är St. Magnus-kyrkan från 1300-talet. I Gödens finns ett slott från 1517, byggt i renässansstil.
Genom bygget av Ems-Jade-kanalen och utbyggnaden av flottbasen Wilhelmshaven fick Sande ett ekonomiskt uppsving i slutet på 1800-talet. Under andra världskriget bombades Sande. År 1948 blev Sande en självständig kommun och genom en kommunreform 1972 fick Sande kommun sin nuvarande utformning. 

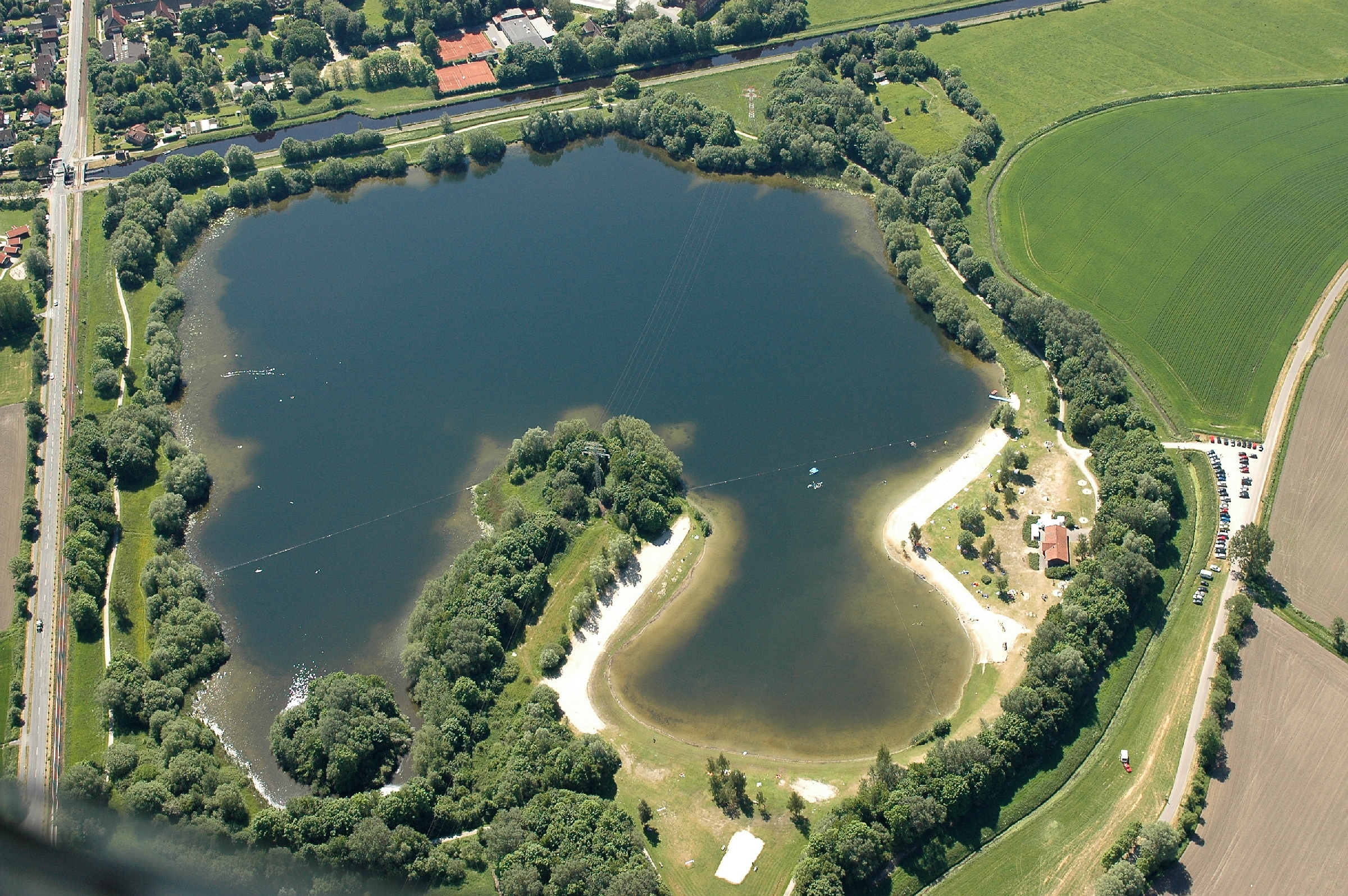
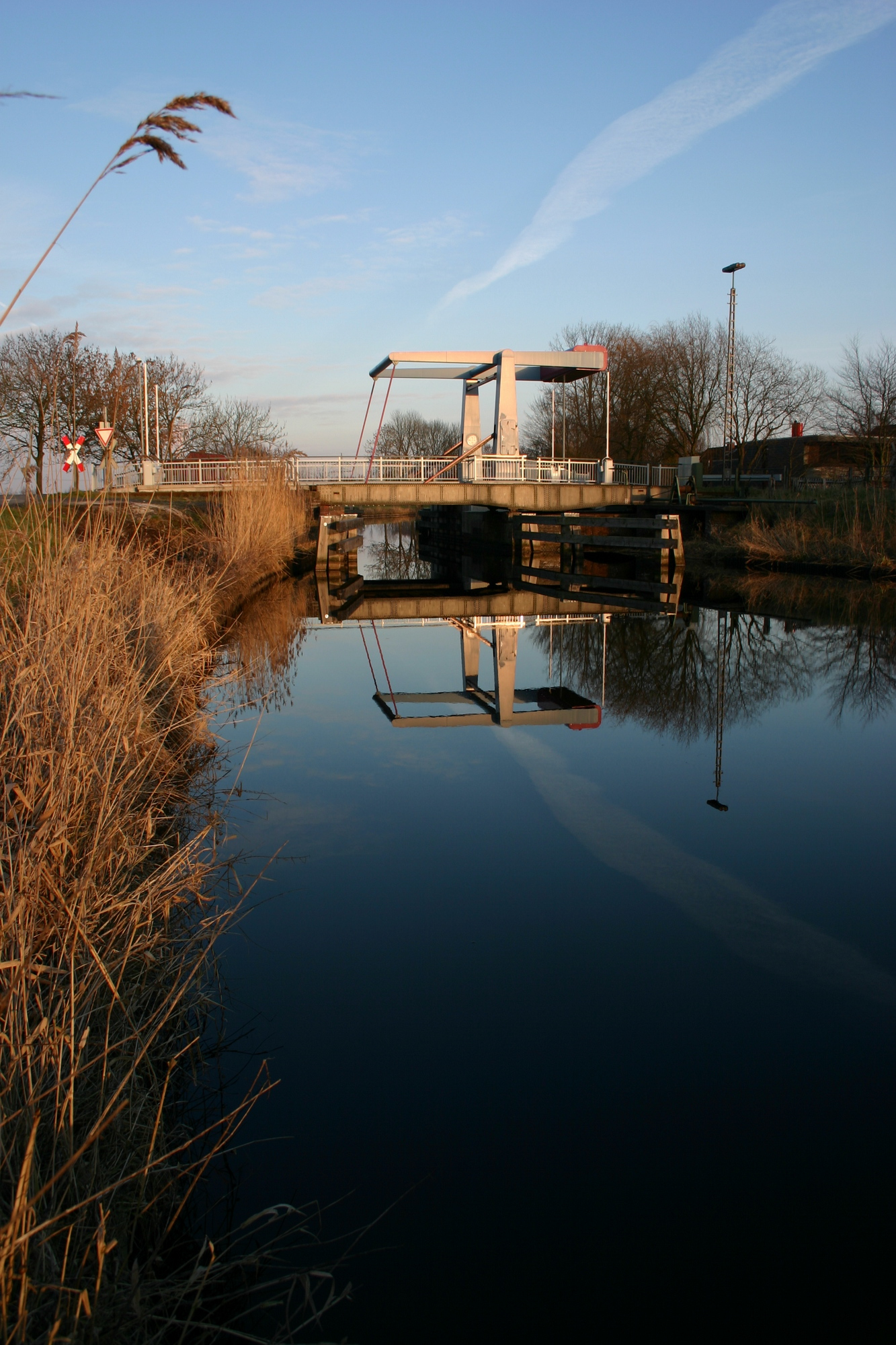
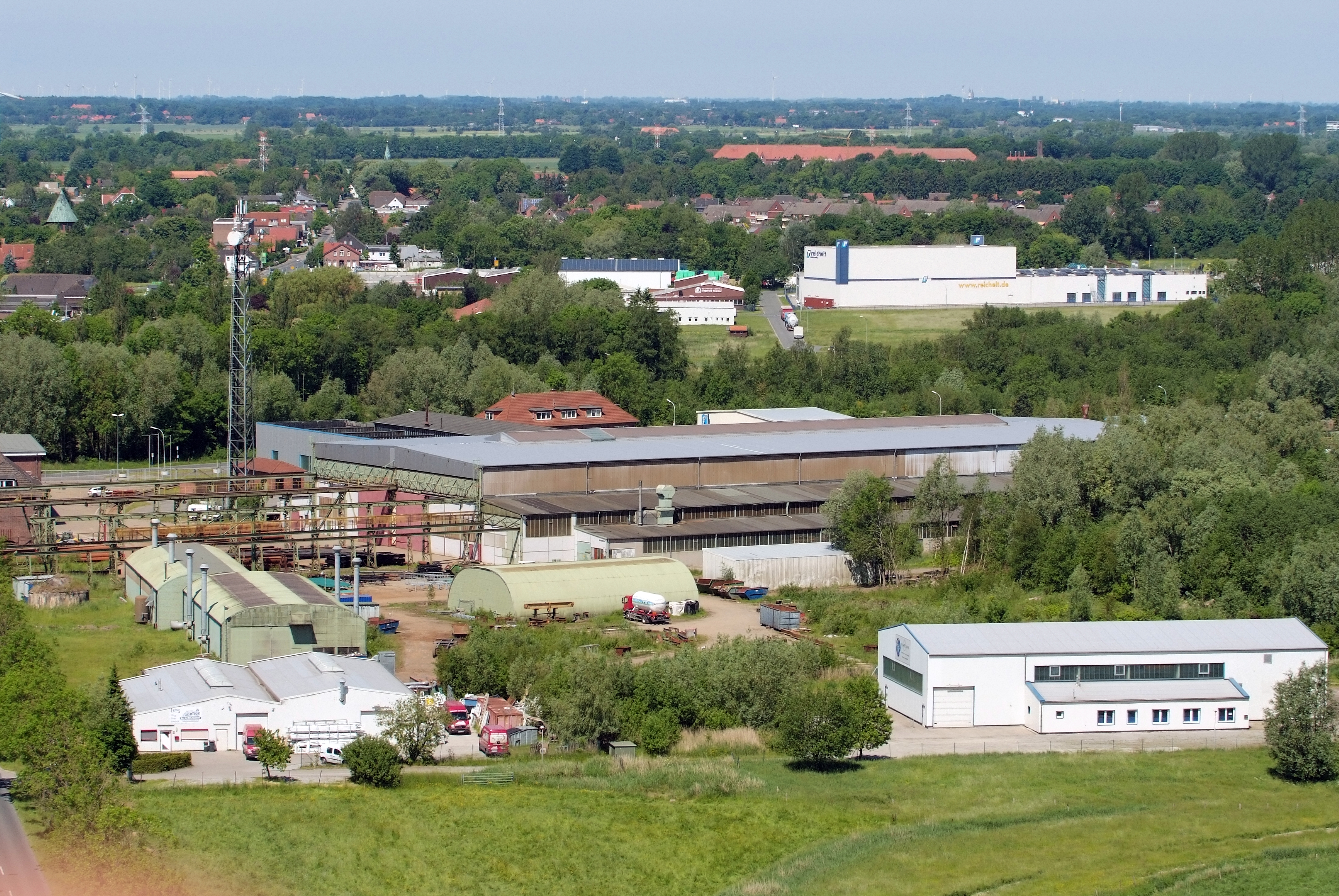
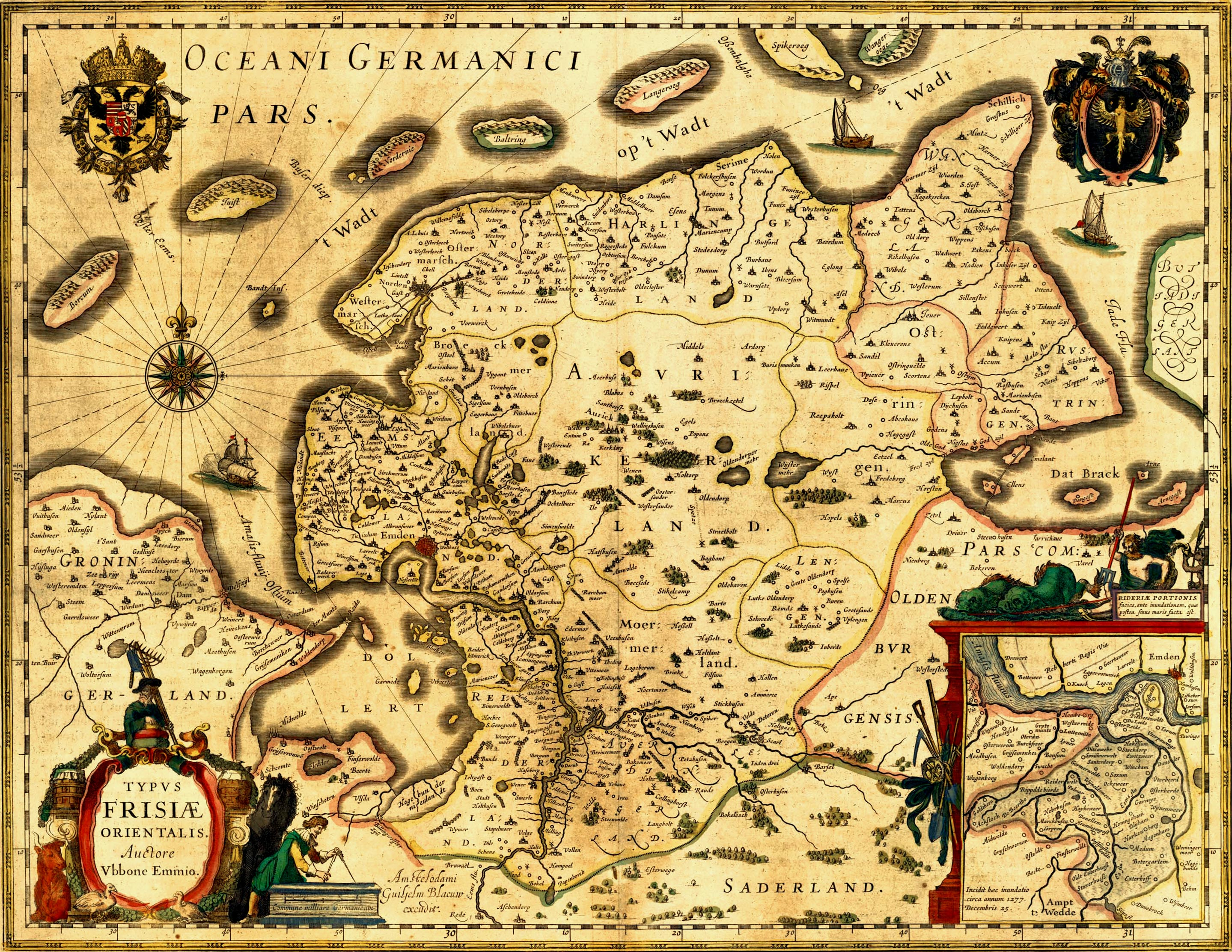
Den ostfriesiska halvön runt år 1600. Orterna Sande, Gödens, Dijhusen och Marien Zijl finns med på kartan
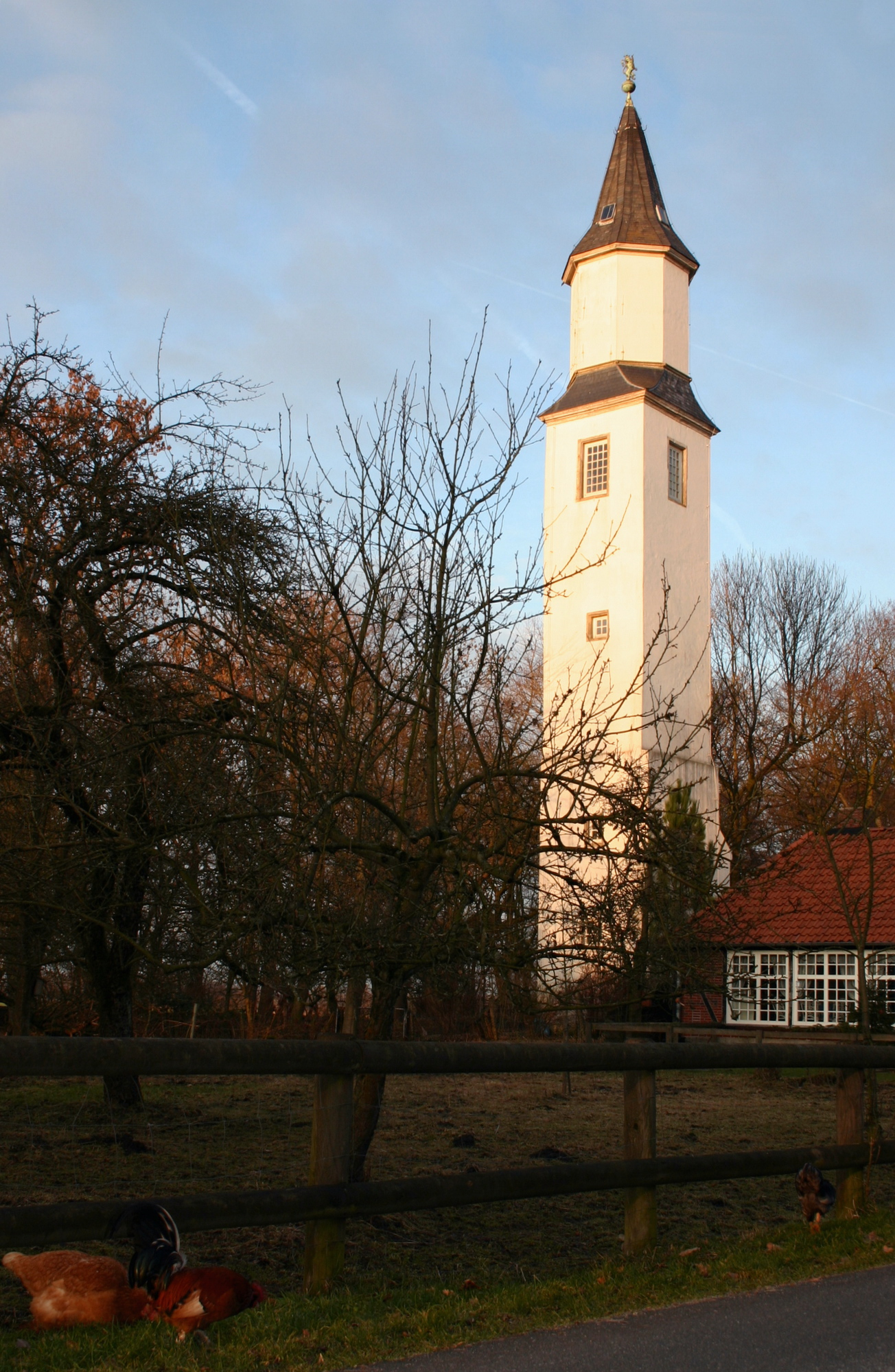
Mariatornet i Sande

## Orter i Sande kommun
- Sande
- Neustadtgödens
- Cäciliengroden
- Mariensiel
- Dykhausen

## Näringsliv och infrastruktur
Sande ligger vid motorväg A29 och vid järnvägen mot bland annat Wilhelmshaven. Sande ligger även vid Ems-Jade-kanalen som binder samman de ostfriesiska städerna Wilhelmshaven vid Jadebusen och Emden vid Ems och Dollart.